# Hagfors
För andra betydelser, se Hagfors (olika betydelser).
Hagfors är en tätort i Hagfors distrikt i Värmland och centralort i Hagfors kommun i Värmlands län. Orten är belägen vid Uvån.

## Historia

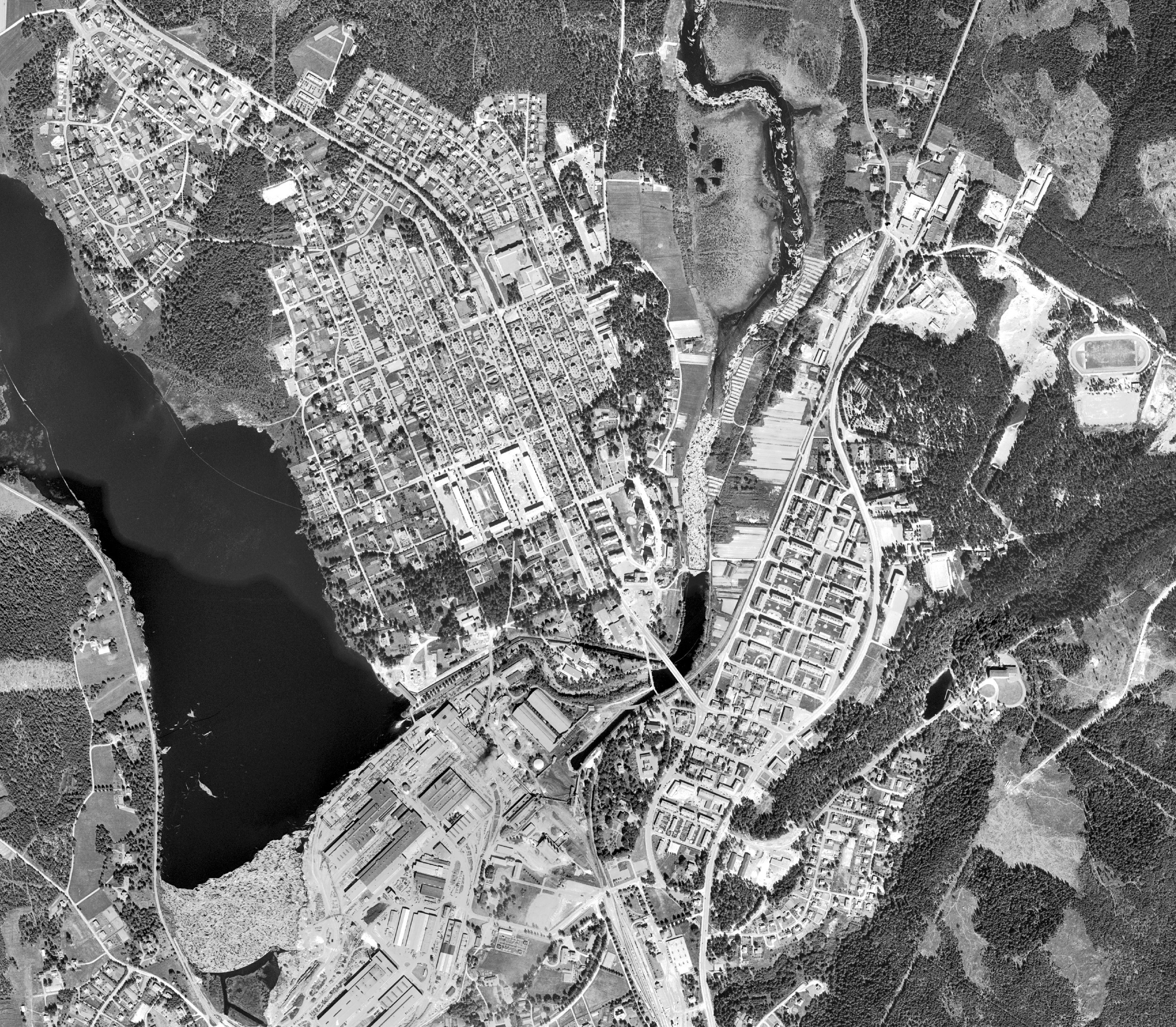
Flygfoto över Hagfors från 1960-talet. Utmed Uvån i centrum kan man se att timmerflottning utfördes.

Hagfors är en mycket ung ort. Utvecklingen tog fart då Uddeholmsbolaget beslöt att slå samman 10 järnbruk till en stor enhet vid vattenfallet i Uvån vid mitten av 1870-talet. 1883 anlades en hästskosömfabrik här, och 1884 en fabrik för tillverkning av träskruvar. Vid sekelskiftet 1900 fanns omkring 500 personer anställda vid bruket. Många byggnader i Hagfors har bekostats av Uddeholmsbolaget, däribland kyrkan. Hagfors kyrka är en röd träbyggnad, belägen i stadens centrala delar. Den började byggas år 1903, och invigdes den 25 mars året efter. 

### Administrativa tillhörigheter
Hagfors var en by i Norra Råda socken och efter kommunreformen 1862 Norra Råda landskommun. 8 december 1939 inrättades i landskommunen Hagfors municipalsamhälle. 1950 utbröts municipalsamhället och dess närområde och bildade Hagfors stad där Hagfors bebyggelse bara omfattade en mindre del av stadskommunens areal. Stadskommunen uppgick 1971 i Hagfors kommun där orten är sedan dess är centralort i kommunen.
Hagfors tillförde före 1907 till Norra Råda församling, därefter till 2006 till Hagfors församling och tillhör sedan dess Hagfors-Gustav Adolfs församling.
Orten ingick till 1952 i Älvdals nedre tingslag, därefter till 1971 i Älvdals och Nyeds tingslag. Från 1971 till 2005 ingick Hagfors i Sunne tingsrätts domsaga och från 2005 ingår Hagfors i Värmlands tingsrätts domsaga.

### Befolkningsutveckling
| Befolkningsutvecklingen i Hagfors 1960–2020                                              | Befolkningsutvecklingen i Hagfors 1960–2020 | Befolkningsutvecklingen i Hagfors 1960–2020 | Befolkningsutvecklingen i Hagfors 1960–2020 | Befolkningsutvecklingen i Hagfors 1960–2020 |
| ---------------------------------------------------------------------------------------- | ------------------------------------------- | ------------------------------------------- | ------------------------------------------- | ------------------------------------------- |
|                                                                                          |                                             |                                             |                                             |                                             |
| År                                                                                       |                                             |                                             | Folkmängd                                   | Areal (ha)                                  |
| 1960                                                                                     | 1960                                        |                                             | 7 607                                       |                                             |
| 1965                                                                                     | 1965                                        |                                             | 8 128                                       |                                             |
| 1970                                                                                     | 1970                                        |                                             | 8 315                                       |                                             |
| 1975                                                                                     | 1975                                        |                                             | 8 060                                       |                                             |
| 1980                                                                                     | 1980                                        |                                             | 7 542                                       |                                             |
| 1990                                                                                     | 1990                                        |                                             | 6 701                                       | 599                                         |
| 1995                                                                                     | 1995                                        |                                             | 6 378                                       | 606                                         |
| 2000                                                                                     | 2000                                        |                                             | 5 725                                       | 609                                         |
| 2005                                                                                     | 2005                                        |                                             | 5 403                                       | 611                                         |
| 2010                                                                                     | 2010                                        |                                             | 5 146                                       | 613                                         |
| 2015                                                                                     | 2015                                        |                                             | 4 869                                       | 634                                         |
| 2016                                                                                     | 2016                                        |                                             | 4 907                                       | 634##                                       |
| 2017                                                                                     | 2017                                        |                                             | 4 896                                       | 634##                                       |
| 2018                                                                                     | 2018                                        |                                             | 4 848                                       | 634                                         |
| 2020                                                                                     | 2020                                        |                                             | 4 736                                       | 634                                         |
| ## Arean 31 december 2016, 2017 och 2018 fortsatt samma som avgränsades som tätort 2015. |                                             |                                             |                                             |                                             |

## Stadsbild
Hagfors domineras helt av de fyra höga bostadshusen "Höghusa" invid ån. Hagfors skulle kunna ses som en ort med två centrum. Det ena beläget på Uvåns västra sida, där bland annat Coop Extra,  Systembolaget och Apoteket finns. På den östra sidan om ån finns fler specialbutiker, såsom herr- & damekipering, frisersalonger, blomsterhandel, möbelaffär, samt flera restauranger. Där ligger även polishuset, vårdcentralen och kommunhuset.

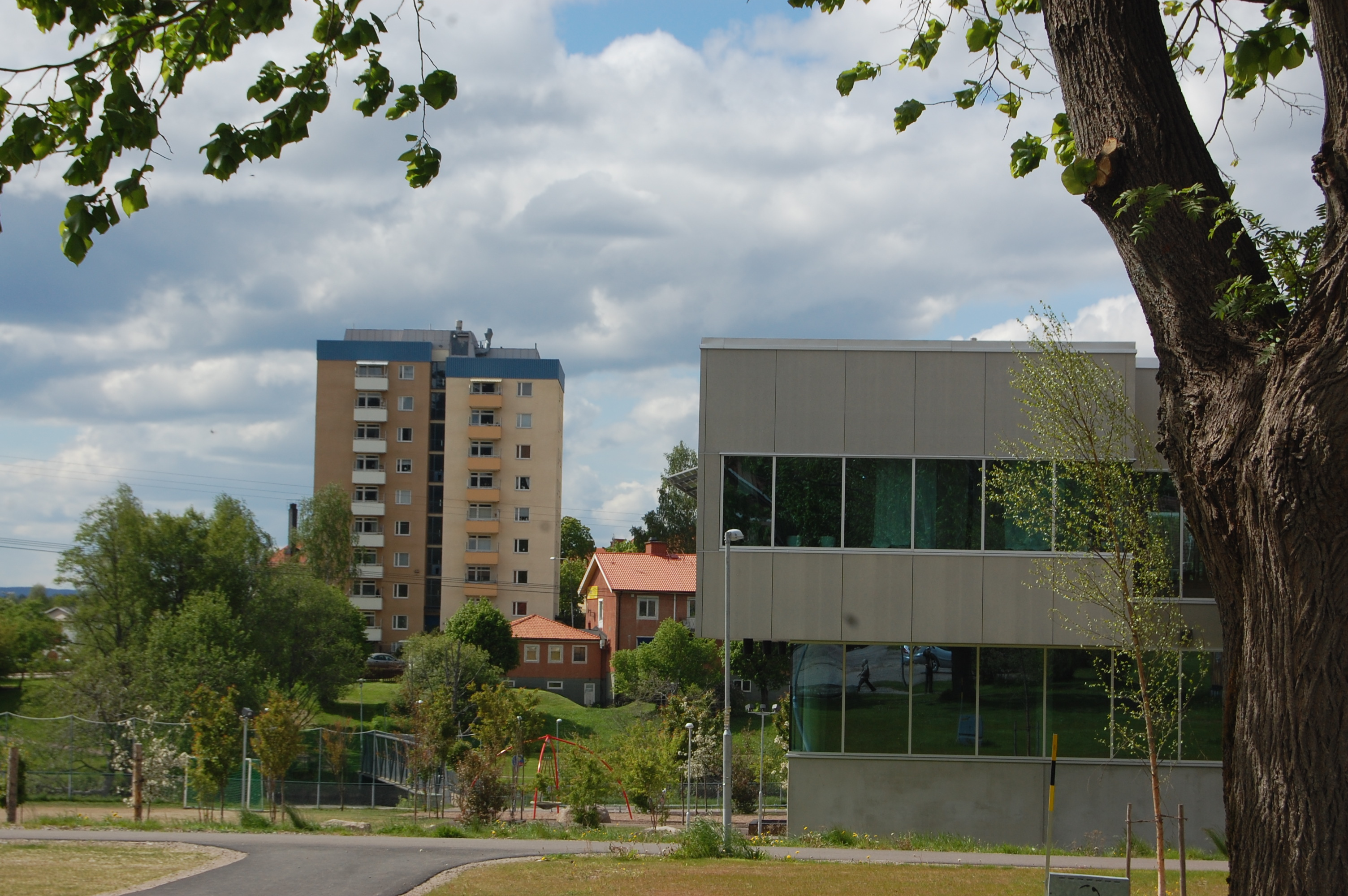
Älvstranden Bildningscentrum, med ett av "Höghusa"

Bron över Uvån i centrala Hagfors kallas lokalt för ”Bôgen” = Bågen. Över denna löper Storgatan. Söder om denna finns en bro i anslutning till Järnverket. Den nordligaste bron är en del av Parkvägen och ligger alldeles intill den växande handelsplatsen med Lidl, Dollarstore och Jysks butiker, mellan denna bro och "Bôgen"= Bågen, finns en smalare gång & cykelbro som lokalt kallas "lellbroa". Väster om Hagfors ligger sjön Värmullen idylliskt. Över denna finns även en pittoresk hängbro mellan Stjärnsnäs och Västra Sund. I centrum finns ett nyanlagt vackert torg med en staty av flerfaldiga världsmästaren/världsrekordhållaren Anders Olsson, sen finns vackra planteringar, ledbelysningar som ändrar färg på kvällen, samt en utescen. Strax intill ligger Blinkenbergsparken som under 2018 uppgraderas med blommor, ny lekplats och en ny utescen, efter att den gamla bränts ned av en pyroman. Det har färdigställts gång- och cykelvägar längs Uvån. Minigolfbana har tillkommit och "Bryggan" - en flytande pub och restaurang i Uvån, på västra sidan. Anders Olssons-brygga ska tillkomma, norr om "lellbroa". En utbyggd samlingsplats där man kan fiska, sola och umgås. Hagfors är en mycket grön stad med många grönytor och planteringar.
Under 1900-talet revs och ersattes en stor del av den äldre bebyggelsen i Hagfors.

## Kommunikationer
Staden genomkorsas av Länsväg 246 och Länsväg 245.
Hagfors har en egen flygplats, belägen strax utanför Råda. Denna har endast en reguljär direktlinje, till Arlanda.
Tidigare fanns en Nordmark-Klarälvens Järnvägars smalspåriga järnväg från Skoghall och Karlstad via Deje till staden. Banan var ett unikum genom att den var privatägd av Uddeholmsbolaget som hade en egen trafikavdelning som ombesörjde järnvägen. Persontrafiken lades ned 1963, godstrafiken 1990. Större delen av banan är numera uppriven. Det som finns kvar är en kort sträcka för dressinåkning mellan Hagfors och Uddeholm. På den gamla banvallen har man byggt en kring 90 kilometer lång cykelled som kallas Klarälvsbanan.

## Näringsliv

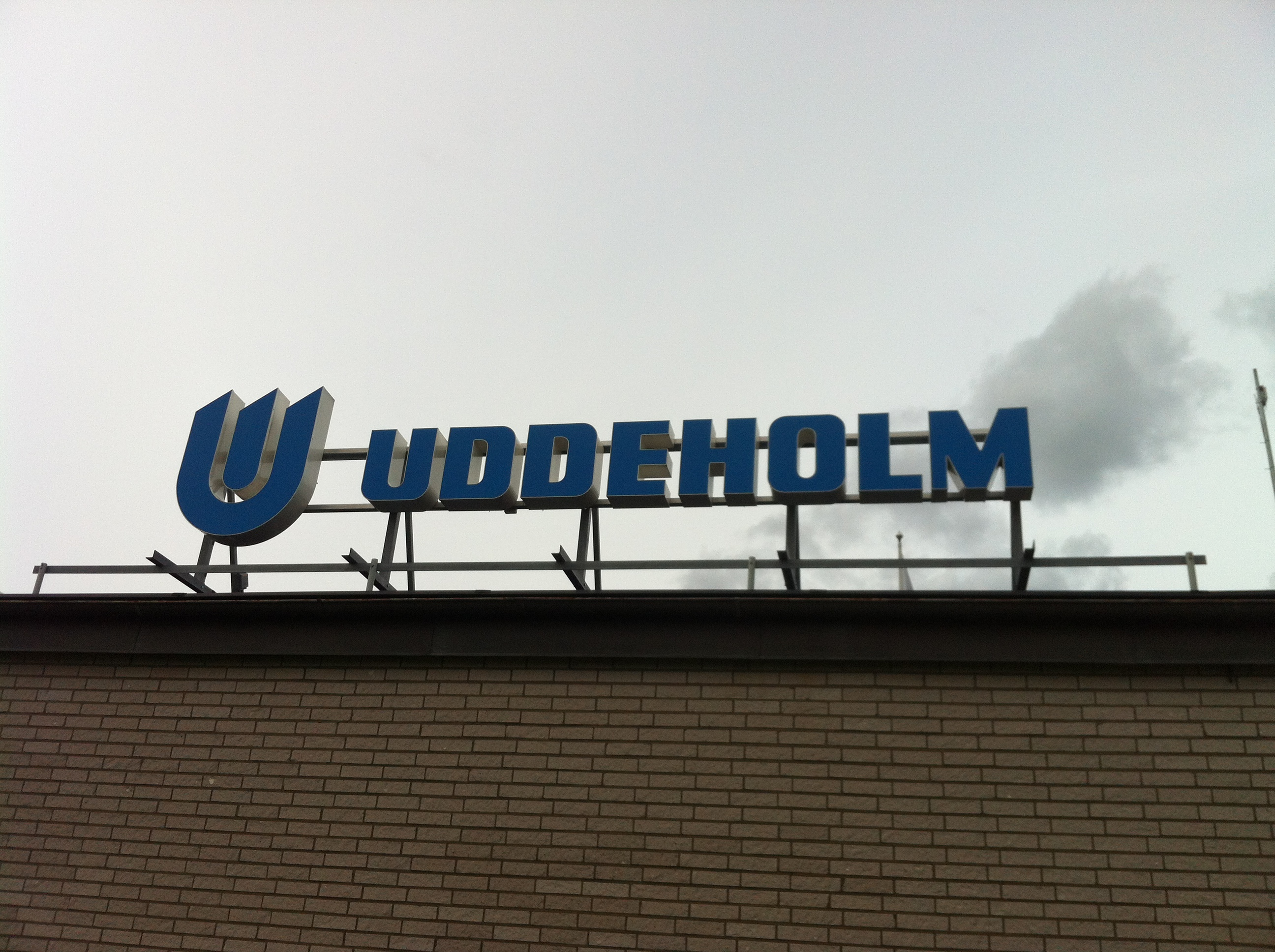
Uddeholms AB

Hagfors största företag heter Uddeholms AB. Det är ett stålverk som utgör resterna av den tidigare mycket stora Uddeholmskoncernen vilken var mycket dominerande i hela Värmland. Bolaget satsade på en utbyggnad till stålverk under 1870-talet och stadens historia är intimt sammanknippat med stålverkets. Inriktningen blev med tiden produktion av verktygsstål. Det har även funnits andra större arbetsplatser, till exempel tillverkades primuskök i staden fram till fabriksnedläggningen 2001. Vidare finns det en vårdcentral, dock med betydligt färre verksamheter än förr.
Hagfors kommun blev 2006 utsedd till årets företagarkommun.
De största privata arbetsgivarna i kommunen är: 
- Uddeholms AB
- Metso Paper Sundsvall AB, Refiner Segments
- Uddeholm Machining AB
- Elms Byggnadsfirma AB
- Emtbjörks AB
- COOR AB
- Uvån Hagfors Teknologi AB
- Ekshärads Mekaniska Verkstads AB
- Nya August Larsson Charkuteri AB
- Hynell Patenttjänst AB

### Bankväsende
Värmlands enskilda bank öppnade ett kontor i Hagfors år 1919. Hagfors hade även ett sparbankskontor tillhörande Karlstads sparbank, senare Länssparbanken Värmland. Senare under 1900-talet etablerade sig även Svenska Handelsbanken i Hagfors.
Handelsbanken stängde sitt kontor den 15 februari 2019. Därefter fanns Swedbank och Nordea kvar på orten.

## Evenemang
Eldfesten var en stor fest vid Folkets Park i Hagfors som hölls varje år och pågick i två dagar. Den har lockat många människor sedan den första år 1923, och varje år utsågs en flicka som fick vara Eldfestflamman under ett år. Tävlingar i kålsoppa skedde som en av många aktiviteter. Eldfesten hölls sista åren utanför själva parkområden, numera finns tyvärr inte Eldfesten kvar.

## Sport

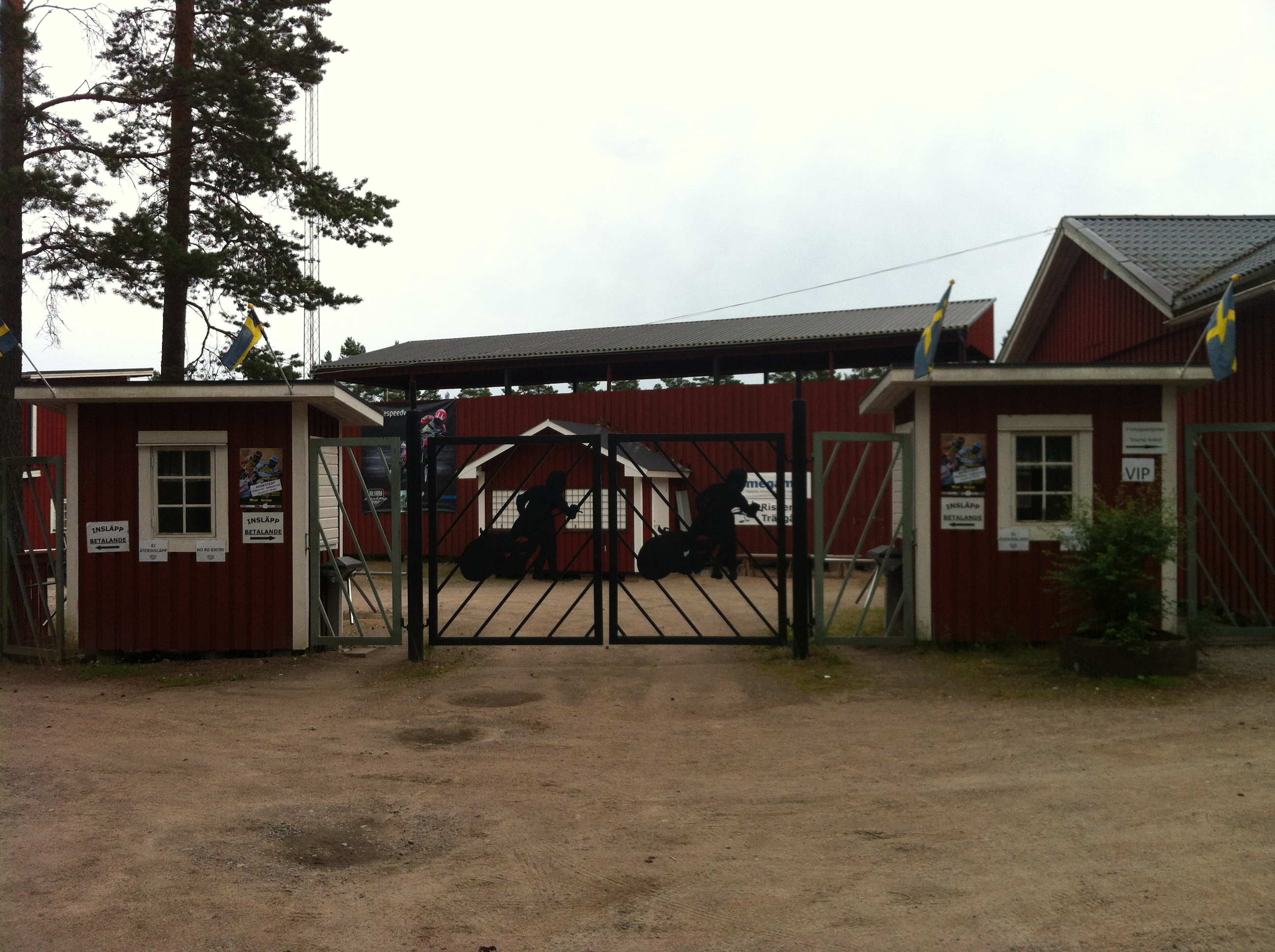
Huvudéntren till Tallhult där Valsarna kör sina hemmamatcher.

Varje februari hölls tidigare Svenska rallyt i Hagfors vilket lockade många människor och bidrog mycket till stadens inkomst. I Hagfors finns ett utpräglat motorintresse. Rallyt beräknades locka c:a 300 000 besökare varje år. Hagfors var tidigare centralort för hela rallyt innan Torsby tog över.
Bowlinglaget BK Bågen har spelat i elitserien.
Speedwaylaget Valsarnas senaste sejour i Elitserien är från 2009. Laget vann SM-guld 1998 och 1999 med bland annat Tony Rickardsson i laget. Valsarna rasade ur Elitserien 2003 och tog sig tillbaka 2009, men laget gick i konkurs 2012 och fick börja om i Division 1 säsongen 2013. Efter säsongens slut stod det klart att laget har avancerat till Allsvenskan.
Hagfors har ett hockeylag som heter Viking HC och spelade i division 2 Västra B i Värmland fr.o.m. 2013/14, numera i division 3. Även bandylaget IK Vikings BK och fotbollsklubben IK Vikings FK återfinns i Hagfors. Hagfors IF (damer) och Hagfors IBS (herrar) är två innebandylag som spelar i division 1. Båda innebandyföreningarna har vunnit varsitt guld i ungdoms-SM, Hagfors IBS vann 2010 och Hagfors IF 2015.
I Hagfors finns det även Innebandygymnasium,hockeygymnasium, bowlinggymnasium och ridgymnasium. Där går man då i Älvstrandsgymnasiet som ligger ovanför Uvån.
Gustaf Jansson från IK Viking tog OS-brons i maraton 1952
IK Vikings hockeylag spelade i Allsvenskan under 2 säsonger (1963/1964 och 1964/1965), vilket motsvarar dagens SHL (Swedish Hockey League).

## Kända personer från Hagfors
Kända artister från Hagfors är Monica Zetterlund, Christer Sjögren, Stefan Borsch (sångare i Vikingarna 1973-1978), Lena Dahlman, Anders Nordlund, Jimmy Jansson, Rimfrost, Flying Dutchman Disco, Ismael Ataria (poet).
Ishockeyspelarna Linus Persson, Victor Ejdsell och Stefan Erkgärds är uppväxta i Hagfors liksom fotbollsspelaren Ruben Svensson.